# Agriculture et agronomie de la commune d'Olne

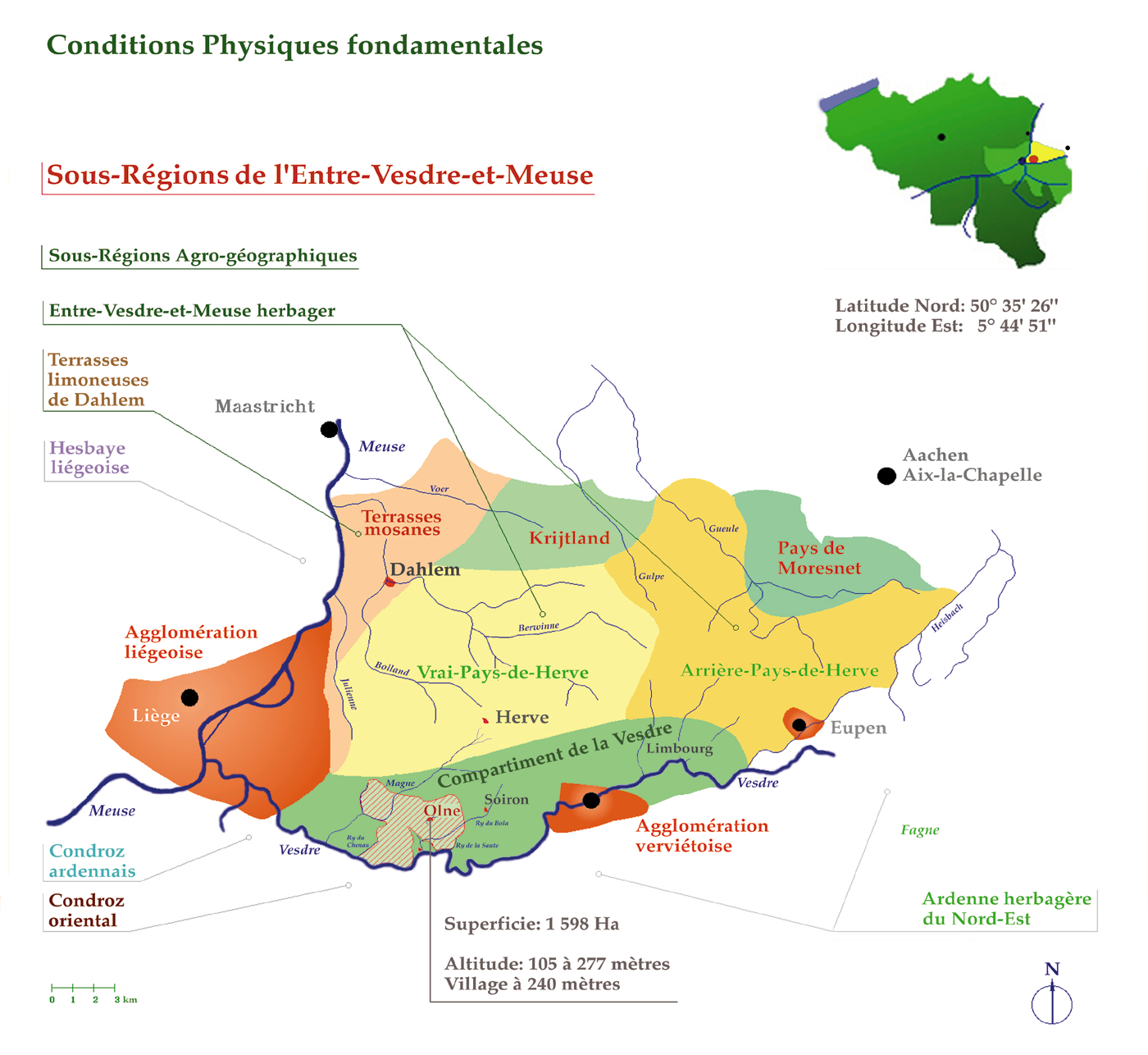
Conditions physiques fondamentales

Pour un article plus général, voir Olne.
 (février 2009).
 (mars 2012).
À Olne, commune rurale sur les contreforts du Pays de Herve, avec moins de 200 hectares de bois sur 2 000 hectares de la superficie totale, le paysage dominant est essentiellement agraire. Mais l'extension des deux grandes agglomérations, Liège et Verviers dans une moindre mesure vont sérieusement dégrader le bocage. L'urbanisation du nord-ouest de la commune est définitive.[précision nécessaire]

## Le paysage d'aujourd'hui
Dans le Pays de Herve, la monoculture de l'herbe couvre la quasi-totalité de la superficie agricole. Les bois sont refoulés sur les hauts versants de la Vesdre et sur les flancs les plus raides des vallées affluentes : Magne et Fond-de-Forêt, Bola et Hazienne principalement. Si les bois sont liés à la topographie, l'extension actuelle des herbages ne révèle pas les différences lithologiques et pédologiques. Ils couvrent à la fois les pentes arrondies dans les schistes houillers du Nord, les replats et les pentes calcaires aux sols secs et aux placages limoneux riches du centre ainsi que les reliefs plus accentués des psammites et des schistes famenniens du Sud. Il faudra donc scruter plus avant et interpeller le passé pour retrouver des influences du milieu physique et humain sur les paysages humanisés.

### Les grandes champagnes
Ainsi, il est fondamentalement intéressant d'observer que c'est sur les surfaces calcaires plus calmes situées au sud-ouest d'Olne, entre Hansé et Saint-Hadelin, que les grandes plaques de labours se dessinent en polygones assez massifs. C'est une affaire de topographie permettant l'usage le plus aisé des moyens moto-mécaniques modernes et c'est une affaire de sols convenant bien au maïs fourrager. C'est la Campagne de Gelivau.
À cette centaine d'hectares de labours s'ajoutent encore deux ou trois petites parcelles situées à l'Est d'Olne, dans des conditions semblables de topographie et des sols, ce qui confirme les concordances dans la Campagne de Grand-Champs.
Ce sont les vestiges du Compartiment de la Vesdre, sous région de l'Entre-Vesdre-et-Meuse.

### Le semi-bocage
Mais il y a d'autres indices de différenciation des terroirs. Ainsi, les haies entourant les prairies forment un semi-bocage au maillage incomplet, au Nord et au Sud des calcaires et, sur ceux-ci, aux abords des villages, Olne, mais aussi Gelivau et Hansé. Les prairies sur calcaire sont, ailleurs, très rarement jalonnées de haies, dont les tronçons sont épars. Le fil de fer barbelé y entoure les pâturages, indiquant leur apparition plus tardive, à l'époque où l'on ne plantait plus de haies vives pour fermer les prairies ; cela permettait de gagner, pour celles-ci, le temps d'entretien des clôtures naturelles. Avant le début du XXe siècle, s'étendait là le terroir labouré, comme le prouvent les cartes géographiques anciennes.

### Le bocage dégradé

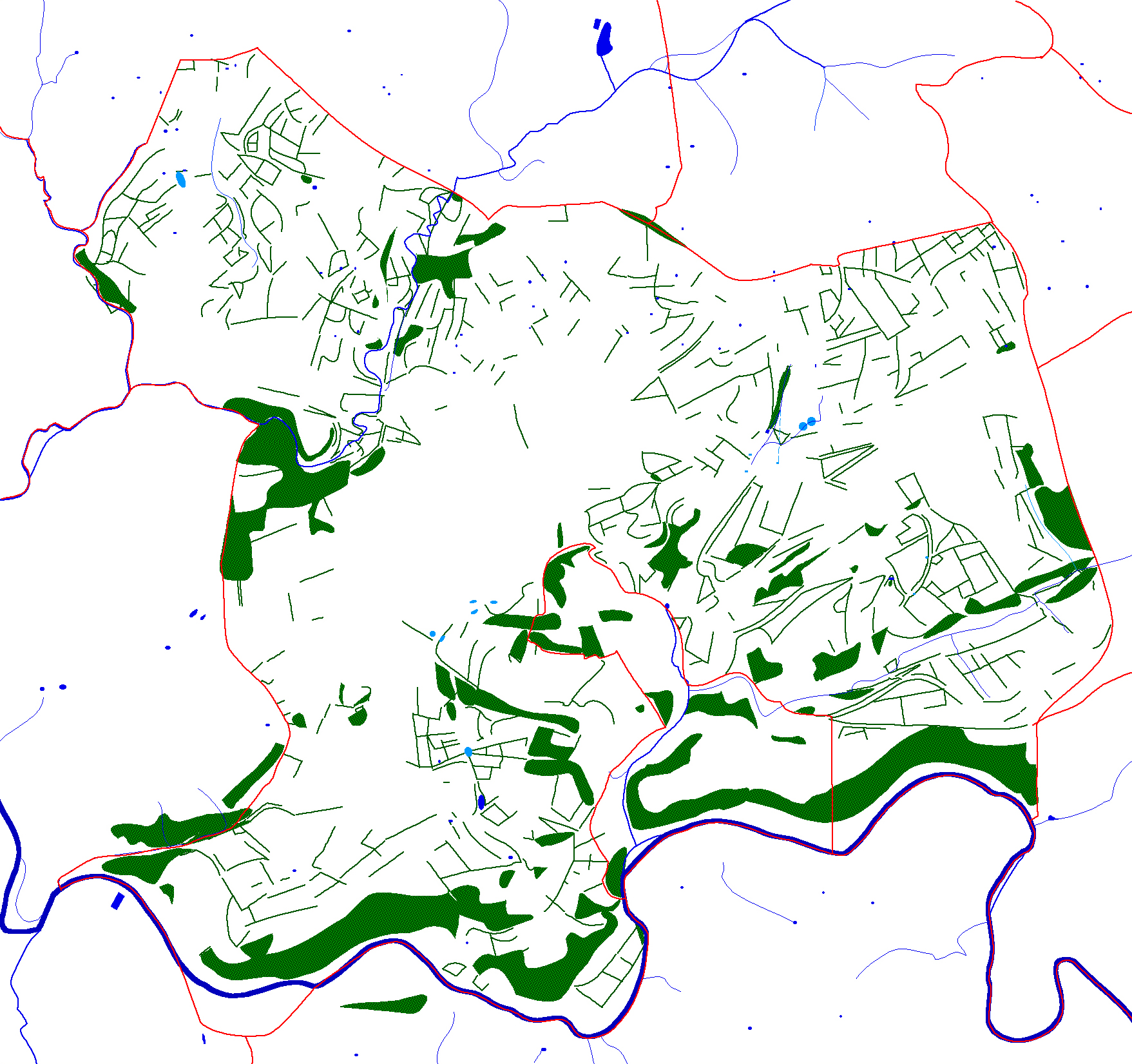
Ecotope de la Commune d'Olne

En fait, la situation des haies d'aujourd'hui est un état dégradé, d'où cette notion de semi-bocage au Nord, de débocagisation et au Sud des calcaires. Dans la plupart des cas, les haies n'encadrent plus complètement les parcelles et sont relayées par des fils de fer barbelés. L'arrachage des haies vieillies ou malades sans remplacement en est la cause.
La fermeture du paysage est en outre nuancée par sa densité. Elle est la plus dense, avec les prairies les plus petites, dans les zones les plus accidentées et aux abords des maisons resserrées de Riessonsart et de Saint-Hadelin, sur les schistes houillers. C'est aussi le cas sur les pentes famenniennes toutes proches de Gelivau et de Hansé ainsi qu'au bois d'Olne. Les pentes sont d'autant plus parcellées que les paysans les ont fortement divisées à proximité des villages. Mais, naturellement si l'on peut dire, les parcelles situées sur les pentes sont plus exiguës en raison des facilités qu'il y avait à travailler un versant déclive par petites tranches. Ce dernier point se vérifie bien aux endroits où les fermes sont dispersées : plus larges mailles sur les replats du Raf'hai ou de La-Bouteille, resserrement sur les pentes du Bois-d'Olne.
Sur les calcaires, le semi-bocage d'Olne témoigne, comme c'est le cas en général, d'un passage moins tardif à l'herbage.
Les difficultés topographiques peu propices aux labours et le voisinage du village d'où venaient les troupeaux expliquent bien cette situation par rapport aux compartiments calcaires d'enherbagement tardif.

### La fin de la dispersion de l'habitat
L'habitat, la répartition des maisons, est le troisième indice de la différenciation des terroirs. Pour bien l'analyser, il faut exclure les constructions qui sont apparues depuis une vingtaine d'années. Elles sont l'indice de l'urbanisation des campagnes liée à la croissance de l'agglomération liégeoise. Celle-ci fait pousser ses constructions en hauteur jusqu'à Fléron, à moins d'un kilomètre de la limite communale nord-occidentale. Les maisons modernes, pavillons et villas, se sont principalement alignées en ruban le long de la route d'Ayeneux à Olne. Ainsi se sont créés le quartier de Belle-Maison, entre Ayeneux et le Faweû et celui de Fosse-Berger, à proximité du carrefour des Six-Chemins. Saint-Hadelin s'est étoffé, Olne également, principalement à sa sortie vers Saint-Hadelin. Quelques maisons plus éparses sont apparues au Nord de Hansé et sur la Hé-de-Hansé élargissant ces lieux habités. Quelques autres, peu nombreuses, se sont éparpillées au Raf'hai et au Bois-d'Olne.
En nous limitant à la structure d'avant l'urbanisation, nous constatons que le bocage septentrional accompagne un habitat en fermes lâchement dispersées, notamment à l'est, vers le Raf'hai et La-Bouteille, plus rapprochées à l'est, jusqu'à parfois constituer un hameau comme à Riessonsart ou Saint-Hadelin. Il ne s'agit pas vraiment de dispersion absolue comme dans le vrai Pays de Herve qui s'affirme plus au Nord et au nord-est. Les implantations des maisons sont plus orientées par le tracé des chemins. Elles n'en sont rarement éloignées qu'à moins de 100 mètres au fond d'un petit accès en cul-de-sac. L'aspect le plus hervien est donc au nord-est, avec des exploitations blocs rassemblant leurs parcelles de prés autour des fermes éparses. Les grandes parcelles polygonales, typiques des bocages herviens les plus traditionnels ne sont toutefois pas fréquentes. Les quadrilatères trapus, qui s'en rapprochent un peu, indiquent une mise sous herbes plus tardive qu'au cœur du Pays de Herve où cela fut achevé dès le XVIIe siècle. Une dispersion de l'habitat existe aussi au Bois-d'Olne et se superpose à un bocage aussi en parcelles quadrilatères. Sur l'autre partie famennienne de la commune, au Hé-de-Hansé, l'alignement des fermes le long du chemin de crête n'est plus vraiment une dispersion.
Les plateaux et les vallées calcaires du centre de la commune sont, au contraire le lieu des groupements caractéristiques de l'habitat. Dans la tête de vallée du Ri-d'Arôde se niche un village fort groupé et même concentré autour de son église: c'est Olne lui-même. Au sud-ouest de la commune, les deux petits hameaux de Hansé et de Gelivau sont bien tassés sur les calcaires, tout à proximité de leurs limites avec les psamites faméniens; l'un est sur le versant du Ri-dè-Tchinå, l'autre se situe sur l'étroit plateau entre les chenaux, et les pentes compliquées du plateau d'Olne et de ses affluents. Si nous remontons au Moyen Âge et plus haut, de tels groupements accompagnaient traditionnellement dans nos pays, des terroirs labourés et ouverts, caractère de l'occupation du sol qui s'est prolongé jusqu'au XXe siècle, à l'exception des abords d'Olne.

### Le réseau des chemins ruraux
Un dernier indice du paysage agraire actuel confirme la dualité des terroirs d'Olne, à savoir le réseau des chemins ruraux dont les tracés sont ancestraux. Dans les zones de bocage à habitat dispersé, la densité des chemins est maximale et le réseau est plutôt en mailles très grossièrement quadrillées pour desservir toutes les fermes. Dans les zones d'herbages ouverts et jadis de labours avec habitat groupé, la densité des chemins est beaucoup plus faible et le réseau est rayonnant. Il forme ainsi une série de carrefours étoilés dans la campagne, sans contrainte directe avec l'habitat, à l'exemple des carrefours des Six-Chemins, de la Croix-Renard ou celui des Fosses.

### L'influence du sous-sol
Au total, nous retrouvons le bocage hervien sur les schistes houillers du nord avec ses prairies encloses de haies, ses fermes dispersées et son dense réseau routier, nous retrouvons quelque chose qui le rappelle au sud, sur les schistes et sur les psamites famenniens et nous individualisons au centre, la traînée des affleurements calcaires, porteurs de l'habitat groupé, des prairies sans haie et des témoignages de l'ultime et récente progression de l'herbage sur l'ancienne champagne ouverte comme le montrait au XVIIIe la Carte de Cassini. Çà et là, quelques vergers à hautes-tiges parsèment encore le bocage.

## Le Paysage ancien et ses mutations

### Les origines de la communauté rurale

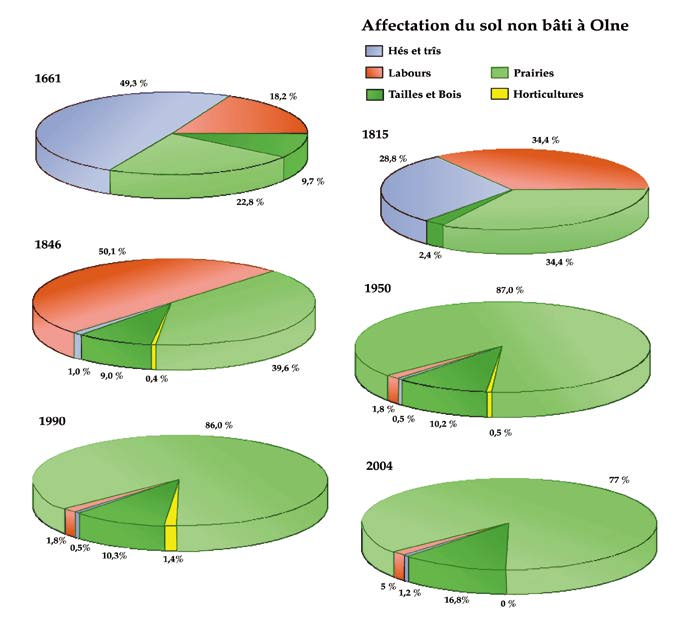
Bâti

Ce n'est qu'à partir du milieu du XVIe siècle que la communauté rurale olnoise est attestée et cela à propos des biens communaux. Ces terres appartenaient à la communauté villageoise et consistaient en bois et zones incultes (trîs  ou friches, landes ou bruyères, broussailles, werihai, abreuvoir commun). Elles occupaient principalement les contreforts surplombant la vallée de la Vesdre (au Bois-d'Olne, à Hansé) et à l'opposé, la section du Faweû.
Les textes d'archives montrent les différentes récoltes: en 1559 on trouve l'épeautre, le wassin ou seigle, l'avoine, l'orge, les fåvètes ou fêverolles, les pois, les vèces ou vesces et le froment est apparemment fort peu cultivé.
On mentionne également en 1727 des trèfles, en 1761 du sainfoin, en 1771 des navets et en 1764 des pommes de terre. Le méteil cité en 1789, est un mélange de seigle et de froment, le pain de méteil se conservant mieux que le froment pur. Il est également parlé de mèlkin, autre mélange de grain, appelé passe-méteil, mélange de froment avec de l'épeautre, parfois remplacé par de l'avoine ou des vesces.
En 1628, le chanvre permettait d'obtenir des graines oléagineuses et de la filasse pour les corderies.
À Olne, les biens communaux ont toujours couvert de larges étendues : environ 783 hectares à la fin du XVIIIe siècle, soit près d'un tiers du territoire ; en 1782, elles assuraient la pâture de 773 moutons. En 1824, la commune rémunérait encore un herdier, berger auquel chaque habitant pouvait confier ses bêtes. Ces terrains permettaient notamment aux habitants les plus pauvres d'élever quelques têtes de bétail ; ils fournissaient également aux manants de l'argile, de la marne, des pierres et même du charbon et du fer. Les parties les plus fertiles, cependant, faisaient l'objet d'une appropriation individuelle - c'est un trait commun à tout le pays de Herve - et étaient données en location par petites parcelles au plus offrant pour un terme de 27, 42 ou même 100 ans. Les acquéreurs les transformaient soit en champs soit en prairies.
En 1874, le mode de culture s'étale sur 6 ans: la première année le seigle, la deuxième de l'orge, la troisième en trèfle, la quatrième en épeautre ou froment, la cinquième en avoine et la sixième en repos.
Un recensement agricole de 1895 signale que sur 1455 hectares de surface exploitée, on trouve 327 hectares de prairies fauchées, 368 hectares de prairies pâturées et 163 hectares de vergers.

### L'extension du bocage hervien
Les recherches ne sont pas remontées jusqu'aux naissances des variations paysagères mises en évidence aujourd'hui. Toutefois, l'archéologie des paysages permet des rapprochements sérieux avec des structures agraires toutes proches et bien connues.

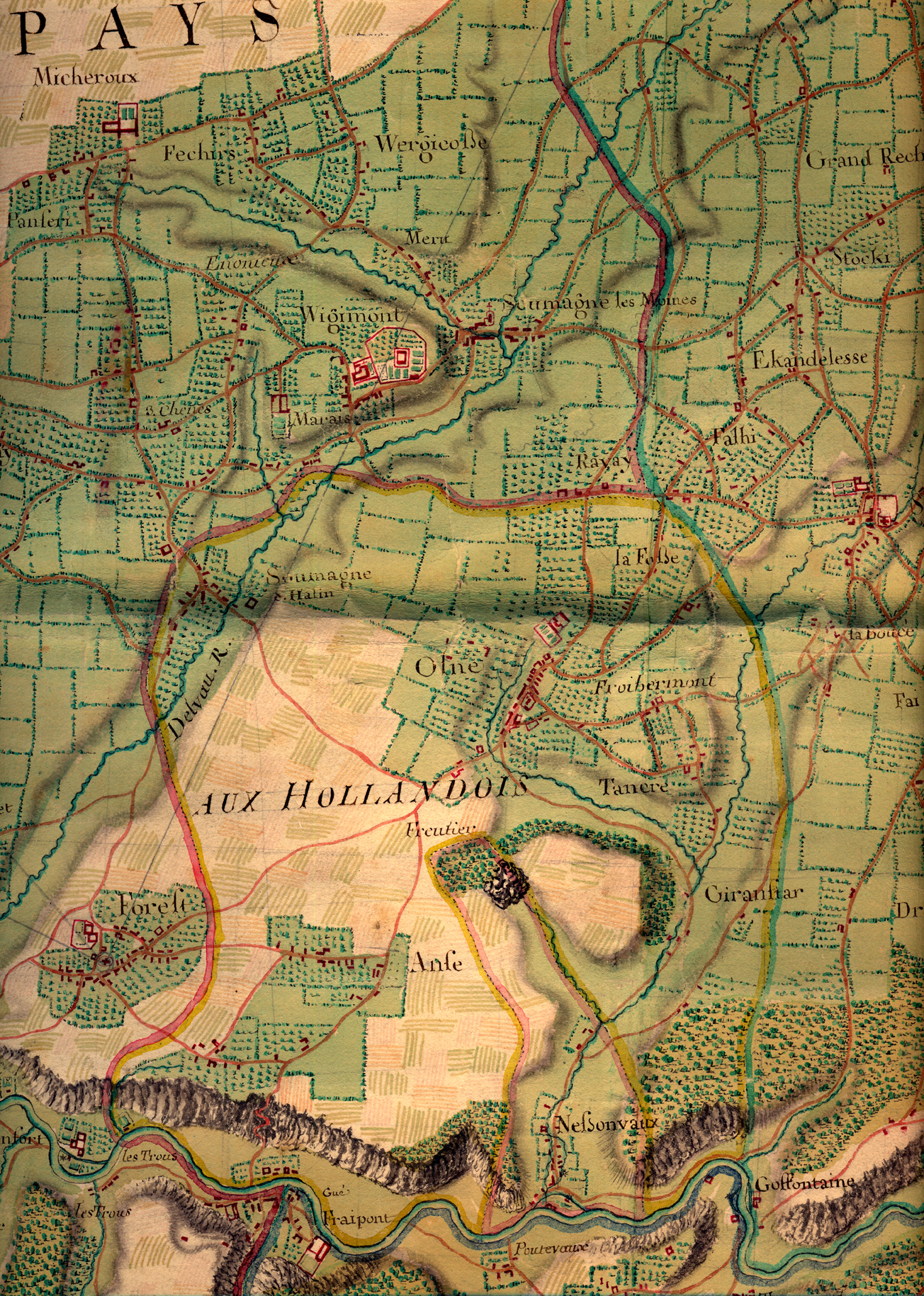
Carte manuscrite de la rive droite de la Vallée de la Vesdre
par les ingénieurs géographes français avec la collaboration de Cassini de 1745 à 1748. On observe la champagne entre Olne et Forêt déjà présente et le maillage du bocage hervien

Ainsi, le bocage du nord résulte de l'expansion en tache d'huile du bocage typique né au cœur du Pays de Herve et autour de Herve même, aux XVIe et XVIIe siècles. Là, à la fin du XVe siècle, l'habitat était encore groupé et le sol était encore principalement affecté aux labours, aux bruyères et aux bois. C'est pendant les XVIe et XVIIe siècles, que les bois et les terres incultes ont été subdivisés en parcelles d'herbages massives et irrégulières, au milieu desquelles les agriculteurs construisirent leurs fermes isolées. Puis la conversion atteignit les villages eux-mêmes et les champs voisins. L'individualisation agraire triompha, chacun restant à l'écart de l'autre. À Clermont-sur-Berwinne par exemple, le mouvement était achevé vers la fin du XVIIe siècle: ce fut le cas également dans une demi-douzaine de communes voisines. Alentour, l'évolution démarra et se termina plus tardivement. Si les raisons de cette mutation ne nous sont pas entièrement connues, celle-ci peut s'expliquer par des circonstances économiques nouvelles, générales à toute la région, à savoir, l'interdiction d'exporter des céréales, d'où les surplus sur le marché. Le mouvement s'explique aussi par une augmentation de la population des villes voisines et par l'impact des destructions des récoltes provoquées par les armées de passage, ce qui poussa les paysans à passer aux productions bovines. D'autre part, les terres argileuses et humides du Pays de Herve convenaient particulièrement bien à l'herbage, tout comme les limons humides du nord d'Olne, qui ont les mêmes propriétés. Ce sont les terrains calcaires et leurs sols plus riches qui ont arrêté les progrès du bocage vers le sud et maintenu longtemps des labours sans clôtures au centre de la commune. Cette campagne ouverte, organisée autour d'Olne, a dû être soumise, sous l'ancien régime, aux contraintes communautaires : les terres labourées étaient travaillées ensembles par toute la communauté villageoise, puis, après la récolte, pâturées par le troupeau commun.
Le recours aux cartes géographiques anciennes éclaire la dernière évolution des paysages aux XIXe et XXe siècles.

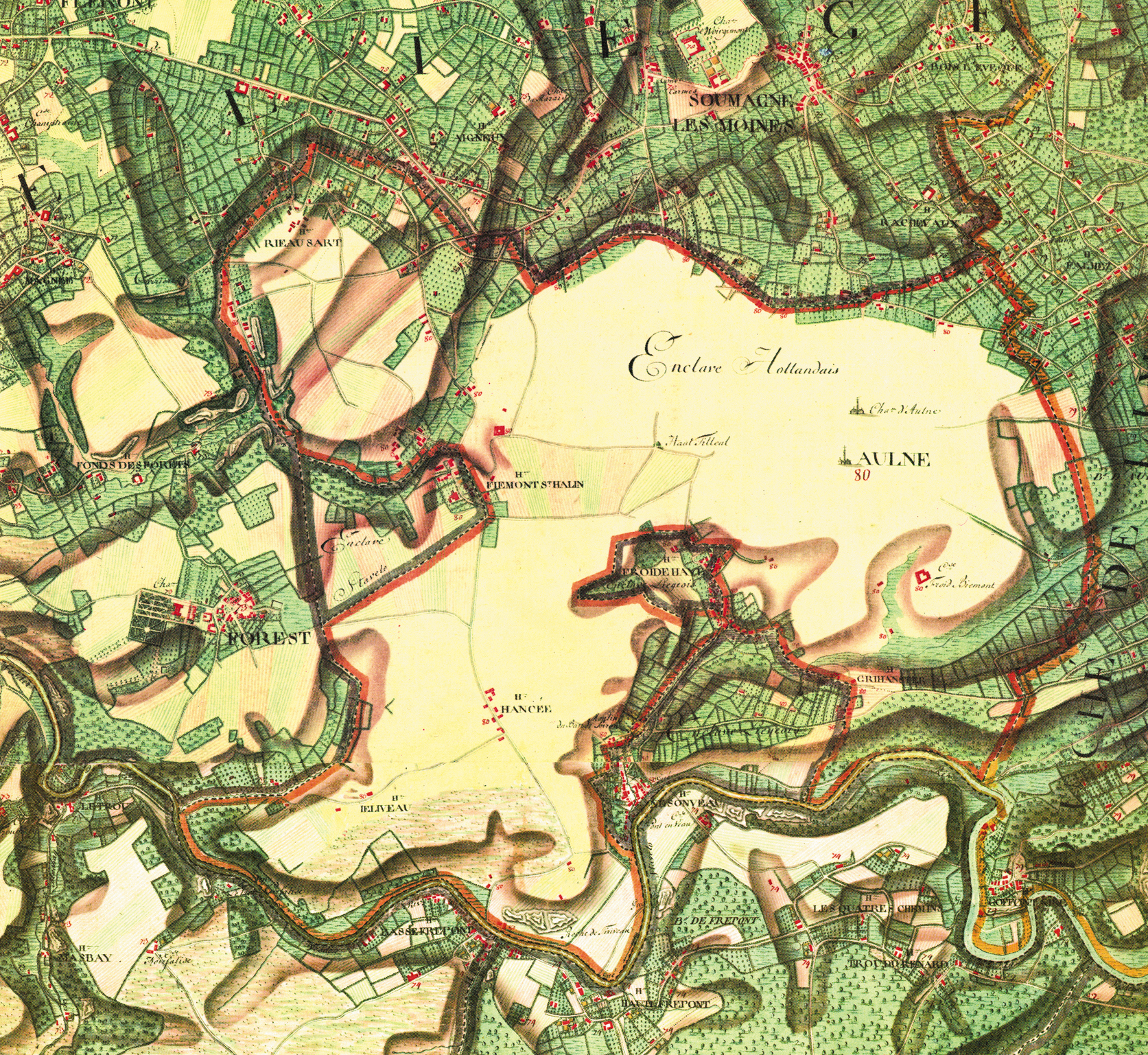
Carte de Cabinet des Pays-Bas autrichiens levée à l'initiative du comte de Ferraris. Malheureusement, Ferraris n’a pas consigné les détails d’Olne, qui était sous régime hollandais.

### L'apogée du bocage
Les cartes de 1878 et de 1903, d'abord, montrent encore bien nettement la champagne ouverte et labourée au centre de la commune. À quelques haies près, ses limites suivent exactement celles des affleurements calcaires, fortes pentes et proximités des villages exceptées. Les ensembles labourés débordent un peu aussi sur les terrains famenniens du sud. Les herbages correspondent aussi assez bien aux zones actuelles de semi-bocage. À ce moment-là, elles étaient beaucoup plus densément bocagères, et il y eut encore progrès des haies entre 1878 et 1903. Ce progrès accompagnait le morcellement des prairies qui se poursuivait parallèlement à la croissance des exploitants. Le maillage des haies était très dense et très complet, ce qui veut dire que les haies de l'époque enserraient bien les parcelles sur leurs quatre côtés. Beaucoup de prairies portaient des vergers d'arbres fruitiers à haute-tige qui étaient répartis dans toutes les zones herbagères. Les cartes de 1954 et de 1971 sont, d'autre part très significatives. Elles montrent que les cultures ont atteint leurs maximums en 1954 de très rares plages ne subsistaient plus qu'à la Croix-Renard, véritable centre de gravité où se sont maintenus les restes les plus réduits de la champagne. Nous en connaissons le redéploiement actuel. Tout le reste du paysage agraire était occupé par les herbages, mais leur enclosure s'est beaucoup détériorée par rapport au bocage du XIXe siècle. Il est intéressant d'observer, par contre, que la situation a peu évolué entre les deux cartes, avant d'arriver aujourd'hui à une forte débocagisation.

### La débocagisation
Le travail à consacrer à l'entretien et à la taille des haies en est la raison majeure, à laquelle s'ajoutent maintenant les obligations de tontes liées à l'éradication du feu bactérien, attaquant et entraînant, à terme, la mort de l'aubépine et des arbres fruitiers, spécialement du poirier. Au lieu de procéder à une taille efficace, le cultivateur préfère arracher les tronçons de haies malades et les mailles bocagères s'éclaircissent d'autant. Mais, l'élément bocager qui a le plus évolué récemment est incontestablement le verger d'arbres fruitiers à haute-tige dont l'intérêt économique a complètement disparu et dont l'arrachage a été encouragé par la Commission des Communautés Européennes. À Olne Entre 1954 et 1971, ces vergers, encore aussi nombreux qu'au XIXe siècle, ont été réduits aux quelques parcelles signalées plus haut. En fait, beaucoup des vergers de 1954 étaient déjà vieillis et clairsemés et posaient de lourds problèmes de rentabilité dans la concurrence inter-régionale et internationale.